# Pictetiella zwicki
Pictetiella zwicki är en bäcksländeart som beskrevs av Zhiltzova 1976. Pictetiella zwicki ingår i släktet Pictetiella och familjen rovbäcksländor. Inga underarter finns listade i Catalogue of Life.